# Cotorăști, Alba
Cotorăști este un sat în comuna Râmeț din județul Alba, Transilvania, România.

 Acest articol despre o localitate din județul Alba este deocamdată un ciot. Puteți ajuta Wikipedia prin completarea lui.